# 춘천시

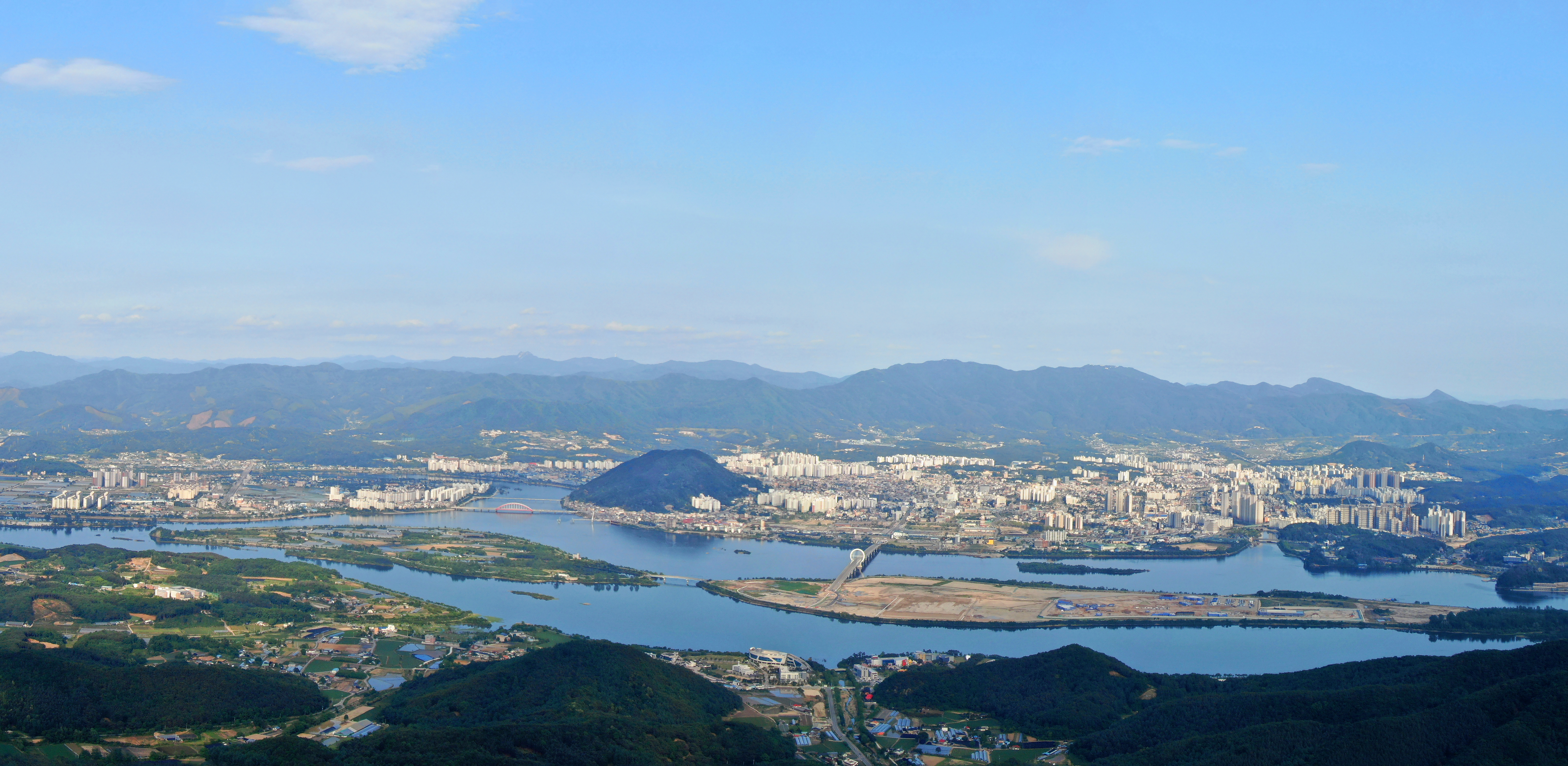
춘천시 전경

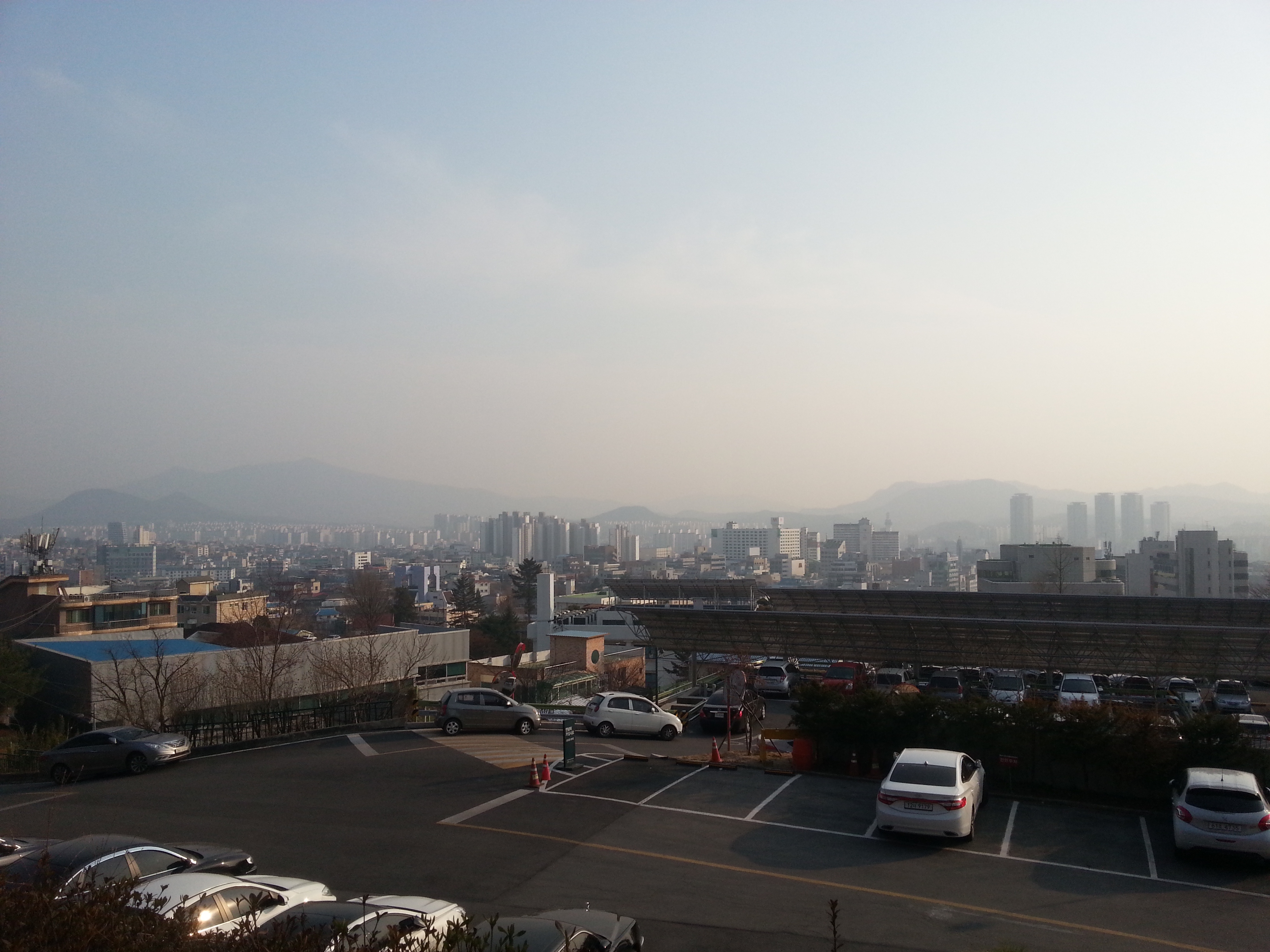
춘천시의 파노라마. 주위에 아파트 등이 우뚝 솟은 것으로 나와 있다.

춘천시(春川市)는 대한민국 강원특별자치도 서부에 있는 시이자 강원특별자치도청 소재지이다. 태백산맥의 서쪽에 위치하며, 영서 지방의 거점 도시이다. 경춘선 철도의 시·종점이고, 중앙고속도로와 서울양양고속도로가 교차한다. 해발고도 1,000m 이상의 태백산맥 정맥에 둘러싸인 분지 지형이다. 봉의산을 등지고 북한강과 소양강이 합류하는 충적지에 도심을 이룬다. 소양호, 춘천호, 의암호 등 호수가 많아 하류의 홍수 조절과 관광지 및 내륙수로 역할을 하기도 한다. 시청은 옥천동에 있고, 행정 구역은 1읍 9면 15동이다.

## 역사
| Daedongyeojido (Gyujanggak) 12-03.jpg | Daedongyeojido (Gyujanggak) 12-02.jpg |
| Daedongyeojido (Gyujanggak) 13-04.jpg | Daedongyeojido (Gyujanggak) 13-03.jpg |

춘천 지역은 고대 부족 국가인 맥국의 수도로서 후일 고구려, 신라에 차례로 정복되었으며, 637년(선덕여왕 6년)에 우수주(牛首州)라 부르고 군주(君主)를 두었다. 673년(문무왕 13년)에 수약주(首若州)로 개칭하였고, 경덕왕 때 삭주(朔州)로, 후에 광해주(光海州)로 고쳤다. 940년(고려 태조 23년) 춘주(春州)라 칭하고 고려 성종 14년(995년), 단련사(團練使)를 두어 안변부에 예속, 신종 6년(1203) 안양도호부로 승격, 지춘주사(知春州事)로 격하되었다. 태종 13년(1413) 춘천으로 고쳐 군이 되고 1415년 도호부, 고종 24년(1887) 5번째 유수부로 춘천유수부(留守府)을 두고, 이궁(離宮)을 신축하여 위급할 때의 피난지로 지정했다.
- 1895년 6월 23일 : 춘천부 춘천군[5]
- 1896년 8월 4일 : 강원도 춘천군[6]
- 1914년 4월 1일 : 면·리를 통폐합하였다.[7]

12면 - 부내면, 신북면, 사북면, 서하면, 신남면, 남산외일작면, 남산외이작면, 동산외일작면, 동산외이작면, 서상면, 사내면, 북산외면
- 1917년 : 부내면을 춘천면, 동내면으로 분면하고, 남산외일작면은 남면으로, 남산외이작면은 남산면으로, 동산외일작면은 동면으로, 동산외이작면은 동산면으로, 북산외면을 북산면으로 각각 개칭하였다. (13면)
- 1931년 4월 1일 : 춘천면을 춘천읍으로 승격하였다.[8] (1읍 12면)
- 1934년 : 서상면, 서하면을 서면으로, 남산면, 남면을 남면으로 합면하고, 남면 의암리를 신동면에 편입하였다. (1읍 10면)
- 1939년 10월 1일 : 신북면 일부 등을 춘천읍에 편입하고,[9] 신남면과 동내면을 신동면으로 합면하였다. (1읍 9면)
- 1945년 9월 2일 : 미국과 소련이 38선을 경계로 한반도를 분할 점령함으로써 군역(郡域)의 대부분이 미군정 관할이 되었고, 38선 이북인 사내면 전부과 북산면·사북면의 일부는 소련군정 관할 아래 들어갔다. (1읍 9면 → 1읍 8면)
  - 11월 : 소련군정이 38선 이북의 사내면을 김화군에,[10] 그 밖의 춘천군 지역을 화천군에 편입시켰다.
- 1946년 6월 1일 : 춘천읍을 춘천부로 승격하였다. 춘천군은 춘성군(春城郡)으로 개칭하였다.[11] (8면)
- 1949년 8월 15일 : 춘천부를 춘천시로 개칭하였다.[12]

- 1950년 6월 22일 : 춘천지구 6사단（사단장 김종오 대령） 7연대는 6월 22일부터 경계태세를 강화하며 동시에 전 장병의 외출을 금지시켰다. 그 때문에 북한군 2만4천 명은 6월 25일 새벽 춘천을 기습공격했지만 40% 이상의 전력을 상실한 채 실패하고 말았다. 국군 6사단은 3일간 적군과 대치하며 춘천을 확보했으나 육군본부 명령에 따라 충주로 철수하면서 인민군은 27일 저녁 10시가 되어서야 춘천을 점령할 수 있었다.[13]
- 1953년 7월 27일 : 한국 전쟁의 결과, 춘천군의 전 지역을 수복하였다. (9면)
- 1954년 11월 17일 : 수복지구에 대한 행정권이 회복되었고, 사내면을 화천군으로 이관하였다.[14] (8면)
- 1964년 2월 1일 : 신동면 신촌출장소를 설치하였다.
- 1967년 12월 5일 : 남면 발산출장소를 설치하였다.
- 1973년 7월 1일 : 신북면 신동리와 신동면 삼천리, 칠전리, 송암리, 서면 현암리 일부와 금산리 일부가 춘천시로 편입, 동산면 북방리가 홍천군 북방면으로, 풍천리가 홍천군 화촌면으로 편입되었다.[15]
- 1989년 4월 1일 : 신동면 신촌출장소를 동내면으로, 남면 발산출장소를 남면으로 각각 승격 분리하고 기존 남면은 남산면으로 개칭하였다.[16] (10면)
- 1992년 2월 1일 : 춘성군의 명칭을 춘천군(春川郡)으로 환원하였다.[17]
- 1995년 1월 1일 : 춘천군 일원과 춘천시 일원을 관할로 도농복합형태의 춘천시가 설치되었다.[18]
- 1995년 3월 2일 : 신북면을 신북읍으로 승격하였다.[19] (1읍 9면)
- 1998년 10월 12일 : 5천미만의 동사무소를 통폐합했다. 이에 따라 중앙동, 소낙동, 소양동이 소양동으로, 근화동, 호반동이 근화동으로, 약사동, 죽림동이 약사명동으로, 온의동, 삼천동, 칠송동이 강남동으로, 사우동, 우두동, 사농동, 신동이 신사우동으로 통합되었으며, 동조례에 의거 서면 덕두원출장소, 사북면 용산출장소, 북산면 조교출장소가 폐지되었다.[20](1읍 9면 15행정동)
- 1999년 : 춘천시 조례 제338호로 신동면 정족리 일부와 온의동 일부를 칠전동에 편입하였다.
- 2016년: 본래 춘천시청을 철거하고 옛 춘천여자고등학교 부지를 2018년 4월까지 임시청사로 활용했다.
- 2018년 5월 14일: 본래 춘천시청 자리에 춘천시청 신청사를 개청했다.

## 지리
춘천시는 강원특별자치도의 서북부에 있으며, 북한강 지류, 소양강 본류와의 합류점에 가까운 남안에 위치한다. 동쪽으로 인제군, 양구군, 서쪽으로 경기도 가평군, 북쪽으로 화천군, 남쪽으로 홍천군과 접한다. 춘천시 시가는 호수 가운데 발달하여 수향(水鄕) 도시를 이루며, 호반의 도시라 별칭된다. 시의 중앙부에는 춘천의 진산(鎭山)인 봉의산(鳳儀山)이 솟아 있다.

### 기후
춘천시의 기후는 냉대 동계 소우 기후(Dwa)이다.
| 춘천기상관측소 (춘천시 우두동, 해발 95.61m)의 기후      | 춘천기상관측소 (춘천시 우두동, 해발 95.61m)의 기후 | 춘천기상관측소 (춘천시 우두동, 해발 95.61m)의 기후 | 춘천기상관측소 (춘천시 우두동, 해발 95.61m)의 기후 | 춘천기상관측소 (춘천시 우두동, 해발 95.61m)의 기후 | 춘천기상관측소 (춘천시 우두동, 해발 95.61m)의 기후 | 춘천기상관측소 (춘천시 우두동, 해발 95.61m)의 기후 | 춘천기상관측소 (춘천시 우두동, 해발 95.61m)의 기후 | 춘천기상관측소 (춘천시 우두동, 해발 95.61m)의 기후 | 춘천기상관측소 (춘천시 우두동, 해발 95.61m)의 기후 | 춘천기상관측소 (춘천시 우두동, 해발 95.61m)의 기후 | 춘천기상관측소 (춘천시 우두동, 해발 95.61m)의 기후 | 춘천기상관측소 (춘천시 우두동, 해발 95.61m)의 기후 | 춘천기상관측소 (춘천시 우두동, 해발 95.61m)의 기후 |
| 월                                                      | 1월                                                | 2월                                                | 3월                                                | 4월                                                | 5월                                                | 6월                                                | 7월                                                | 8월                                                | 9월                                                | 10월                                               | 11월                                               | 12월                                               | 연간                                               |
| ------------------------------------------------------- | -------------------------------------------------- | -------------------------------------------------- | -------------------------------------------------- | -------------------------------------------------- | -------------------------------------------------- | -------------------------------------------------- | -------------------------------------------------- | -------------------------------------------------- | -------------------------------------------------- | -------------------------------------------------- | -------------------------------------------------- | -------------------------------------------------- | -------------------------------------------------- |
| 역대 최고 기온 °C (°F)                                  | 12.7 (54.9)                                        | 19.9 (67.8)                                        | 23.5 (74.3)                                        | 32.0 (89.6)                                        | 34.0 (93.2)                                        | 36.4 (97.5)                                        | 37.2 (99.0)                                        | 39.5 (103.1)                                       | 34.7 (94.5)                                        | 28.5 (83.3)                                        | 25.5 (77.9)                                        | 16.6 (61.9)                                        | 39.5 (103.1)                                       |
| 일평균 최고 기온 °C (°F)                                | 1.9 (35.4)                                         | 5.4 (41.7)                                         | 11.6 (52.9)                                        | 18.9 (66.0)                                        | 24.3 (75.7)                                        | 28.1 (82.6)                                        | 29.3 (84.7)                                        | 29.9 (85.8)                                        | 25.6 (78.1)                                        | 19.6 (67.3)                                        | 11.2 (52.2)                                        | 3.5 (38.3)                                         | 17.4 (63.3)                                        |
| 일일 평균 기온 °C (°F)                                  | −4.1 (24.6)                                        | −1.0 (30.2)                                        | 5.0 (41.0)                                         | 11.7 (53.1)                                        | 17.6 (63.7)                                        | 22.2 (72.0)                                        | 24.9 (76.8)                                        | 25.0 (77.0)                                        | 19.8 (67.6)                                        | 12.7 (54.9)                                        | 5.3 (41.5)                                         | −2.0 (28.4)                                        | 11.4 (52.5)                                        |
| 일평균 최저 기온 °C (°F)                                | −9.3 (15.3)                                        | −6.7 (19.9)                                        | −1.1 (30.0)                                        | 4.7 (40.5)                                         | 11.3 (52.3)                                        | 17.0 (62.6)                                        | 21.3 (70.3)                                        | 21.3 (70.3)                                        | 15.3 (59.5)                                        | 7.5 (45.5)                                         | 0.4 (32.7)                                         | −6.6 (20.1)                                        | 6.3 (43.3)                                         |
| 역대 최저 기온 °C (°F)                                  | −25.6 (−14.1)                                      | −27.9 (−18.2)                                      | −16.2 (2.8)                                        | −6.4 (20.5)                                        | 1.6 (34.9)                                         | 5.6 (42.1)                                         | 11.7 (53.1)                                        | 11.3 (52.3)                                        | 1.9 (35.4)                                         | −5.4 (22.3)                                        | −15.8 (3.6)                                        | −21.7 (−7.1)                                       | −27.9 (−18.2)                                      |
| 평균 강수량 mm (인치)                                   | 18.6 (0.73)                                        | 27.6 (1.09)                                        | 33.5 (1.32)                                        | 71.5 (2.81)                                        | 99.4 (3.91)                                        | 122.9 (4.84)                                       | 398.2 (15.68)                                      | 319.9 (12.59)                                      | 128.1 (5.04)                                       | 49.3 (1.94)                                        | 48.3 (1.90)                                        | 24.2 (0.95)                                        | 1,341.5 (52.81)                                    |
| 평균 강수일수 (≥ 0.1 mm)                                | 6.2                                                | 5.9                                                | 7.3                                                | 8.3                                                | 9.1                                                | 9.9                                                | 15.6                                               | 14.0                                               | 8.3                                                | 6.0                                                | 8.0                                                | 7.5                                                | 106.1                                              |
| 평균 상대 습도 (%)                                      | 68.0                                               | 63.2                                               | 60.6                                               | 58.8                                               | 65.0                                               | 70.6                                               | 80.0                                               | 80.5                                               | 78.2                                               | 76.2                                               | 73.3                                               | 71.5                                               | 70.5                                               |
| 평균 월간 일조시간                                      | 170.0                                              | 174.3                                              | 199.9                                              | 210.1                                              | 227.5                                              | 205.0                                              | 144.2                                              | 166.3                                              | 173.3                                              | 178.9                                              | 141.8                                              | 148.4                                              | 2,139.7                                            |
| 출처: 기상청 (평년값: 1991년~2020년, 극값: 1966년~현재) |                                                    |                                                    |                                                    |                                                    |                                                    |                                                    |                                                    |                                                    |                                                    |                                                    |                                                    |                                                    |                                                    |

## 지질
춘천시가 포함된 춘천 분지는 분지 내부의 화강암이 주변의 편마암보다 더 많은 침식을 받아 형성된 전형적인 차별 침식 분지이다.

## 행정 구역
춘천시의 행정 구역은 15동 1읍 9면이다. 면적은 1,116.35 km2이고, 이 중 시내 동 면적은 52.66 km2이다. 인구는 2017년 3월 31일 기준으로 116,273세대, 282,439명이다. 성별 인구는 남성 139,427명, 여성 144,092명이다.
| \| 읍면동 \| 한자 \| 면적 \| 세대 \| 인구 \| \| -------- \| -------- \| -------- \| ------- \| ------- \| \| 신북읍 \| 新北邑 \| 57.23 \| 3,495 \| 8,121 \| \| 동면 \| 東面 \| 134.2 \| 7,251 \| 19,435 \| \| 동산면 \| 東山面 \| 80.81 \| 733 \| 1,504 \| \| 신동면 \| 新東面 \| 48.19 \| 1,060 \| 2,542 \| \| 동내면 \| 東內面 \| 36.62 \| 1,7000 \| 16,704 \| \| 남면 \| 南面 \| 73.2 \| 629 \| 1,132 \| \| 남산면 \| 南山面 \| 124.11 \| 1,924 \| 3,774 \| \| 서면 \| 西面 \| 141.64 \| 1,975 \| 4,033 \| \| 사북면 \| 史北面 \| 152.57 \| 1,394 \| 2,635 \| \| 북산면 \| 北山面 \| 214.98 \| 588 \| 960 \| \| 소양동 \| 昭陽洞 \| 1.26 \| 4,765 \| 11,042 \| \| 교동 \| 校洞 \| 0.5 \| 2,227 \| 3,903 \| \| 조운동 \| 朝雲洞 \| 0.32 \| 1,734 \| 3,312 \| \| 약사명동 \| 藥司明洞 \| 0.52 \| 1,752 \| 3,668 \| \| 근화동 \| 槿花洞 \| 9.59 \| 3,395 \| 7,410 \| \| 후평1동 \| 後坪1洞 \| 1.86 \| 6,013 \| 12,862 \| \| 후평2동 \| 後坪2洞 \| 0.67 \| 5,246 \| 13,187 \| \| 후평3동 \| 後坪3洞 \| 1.21 \| 7,735 \| 18,956 \| \| 효자1동 \| 孝子1洞 \| 0.65 \| 2,153 \| 5,222 \| \| 효자2동 \| 孝子2洞 \| 1.16 \| 6,783 \| 12,183 \| \| 효자3동 \| 孝子3洞 \| 0.85 \| 2,676 \| 5,070 \| \| 석사동 \| 碩士洞 \| 4.08 \| 15,231 \| 39,045 \| \| 퇴계동 \| 退溪洞 \| 4.13 \| 16,970 \| 44,653 \| \| 강남동 \| 江南洞 \| 14.65 \| 7,238 \| 18,042 \| \| 신사우동 \| 新史牛洞 \| 11.62 \| 7,724 \| 20,098 \| \| 합계 \| 합계 \| 1,163.35 \| 116,273 \| 282,439 \| |          |          |         |         |
| 읍면동 | 한자     | 면적     | 세대    | 인구    |
| 신북읍 | 新北邑   | 57.23    | 3,495   | 8,121   |
| 동면 | 東面     | 134.2    | 7,251   | 19,435  |
| 동산면 | 東山面   | 80.81    | 733     | 1,504   |
| 신동면 | 新東面   | 48.19    | 1,060   | 2,542   |
| 동내면 | 東內面   | 36.62    | 1,7000  | 16,704  |
| 남면 | 南面     | 73.2     | 629     | 1,132   |
| 남산면 | 南山面   | 124.11   | 1,924   | 3,774   |
| 서면 | 西面     | 141.64   | 1,975   | 4,033   |
| 사북면 | 史北面   | 152.57   | 1,394   | 2,635   |
| 북산면 | 北山面   | 214.98   | 588     | 960     |
| 소양동 | 昭陽洞   | 1.26     | 4,765   | 11,042  |
| 교동 | 校洞     | 0.5      | 2,227   | 3,903   |
| 조운동 | 朝雲洞   | 0.32     | 1,734   | 3,312   |
| 약사명동 | 藥司明洞 | 0.52     | 1,752   | 3,668   |
| 근화동 | 槿花洞   | 9.59     | 3,395   | 7,410   |
| 후평1동 | 後坪1洞  | 1.86     | 6,013   | 12,862  |
| 후평2동 | 後坪2洞  | 0.67     | 5,246   | 13,187  |
| 후평3동 | 後坪3洞  | 1.21     | 7,735   | 18,956  |
| 효자1동 | 孝子1洞  | 0.65     | 2,153   | 5,222   |
| 효자2동 | 孝子2洞  | 1.16     | 6,783   | 12,183  |
| 효자3동 | 孝子3洞  | 0.85     | 2,676   | 5,070   |
| 석사동 | 碩士洞   | 4.08     | 15,231  | 39,045  |
| 퇴계동 | 退溪洞   | 4.13     | 16,970  | 44,653  |
| 강남동 | 江南洞   | 14.65    | 7,238   | 18,042  |
| 신사우동 | 新史牛洞 | 11.62    | 7,724   | 20,098  |
| 합계 | 합계     | 1,163.35 | 116,273 | 282,439 |

### 극점
- 최동단 : 강원 춘천시 북산면 대곡리 산 144-30
- 최서단 : 강원 춘천시 남면 관천리
- 최남단 : 강원 춘천시 남면 한덕리 산 130
- 최북단 : 강원 춘천시 사북면 오탄리 산 61-32

### 춘천권
2014년 국토교통부에서 확정한 20개 중추도시생활권에서 춘천시, 홍천군, 화천군, 철원군, 양구군 등을 춘천권으로 규정하고 있다.

## 인구
춘천시(에 해당하는 지역)의 연도별 인구 추이
| 연도   | 총인구    |  |
| ------ | --------- |  |
| 1965년 | 191,576명 |  |
| 1970년 | 209,821명 |  |
| 1975년 | 204,246명 |  |
| 1980년 | 210,985명 |  |
| 1985년 | 213,198명 |  |
| 1990년 | 217,869명 |  |
| 1995년 | 234,528명 |  |
| 2000년 | 252,547명 |  |
| 2005년 | 260,887명 |  |
| 2010년 | 276,232명 |  |
| 2015년 | 281,596명 |  |
| 2017년 | 283,519명 |  |

## 정치

### 국회의원
- 제21대 국회의원은 허영(갑)과 한기호(을)(철원, 화천, 양구 포함)이다.

### 대통령 선거
춘천시·군(춘성군)의 대통령 선거 투표 성향은 여타의 강원도 지역과 비슷한 경우가 대부분이었으며, 전국 득표율과는 다른 양상을 보이는 경우도 가끔씩 있었다. 1963년 제5대 대통령 선거에서는 윤보선이 41,774표를 얻었고 박정희가 28,984표를 얻었다. 다만 춘성군 지역에서는 박정희에 투표한 비율이 더 높았다. 이런 성향은 1967년 제6대 대통령 선거에서 양 후보가 약 2천여표 차로 줄어드는 변화를 겪다가 1971년 제7대 대통령 선거에서는 박정희가 48,607표를 얻고 김대중이 38,802표를 얻는 등 강원도의 일반적인 성향과 유사해지는 모습을 보였다.
이후 직선제 개헌으로 1987년 16년 만에 직선으로 치러진 제13대 대통령 선거에서는 노태우가 65,431표를 얻었고 김영삼이 34,751표를 얻었으며 김대중이 12,220표를 얻어 전국적으로 노태우, 김영삼, 김대중 후보의 득표율이 비등했던 과는 달리 노태우 후보가 상대적으로 많은 표를 얻었다. 1992년 제14대 대통령 선거에서는 김영삼이 46,580표를 얻었고 김대중이 18,716표를 얻었으며 정주영이 44,675표를 얻어 전국 개표 결과와는 달리 김영삼과 정주영이 거의 유사한 득표율을 보였다.
1997년 제15대 대통령 선거에서는 김대중 33,598표를 얻었고 이회창이 57,576표를 얻었으며 이인제가 38,011표를 얻어 이인제가 오히려 당선되었던 김대중보다 더 높은 득표율을 보였다. 2002년 제16대 대통령 선거에서는 이회창 64,221표를 얻었고 노무현 54,187표를 얻었으며 권영길이 6,523표를 얻었다. 2007년 제17대 대통령 선거에서는 이명박이 66,113표를 얻었고 정동영이 22,632표를 얻었으며 문국현이 9,591표를 얻었다.
가장 최근에 치러진 2012년 제18대 대통령 선거에서는 새누리당 박근혜가 93,414표를 얻었으며 민주통합당 문재인은 69,365표를 획득하였다.

## 행정

### 춘천시장
- 현재 춘천 시장은 민선 8대로 당선된 제 37대 육동한 시장이다.

### 춘천시의회
현재 시의원 선거구는 총 8개 선거구로 되어 있으며 한 선거구당 1~3명의 의원을 선출하는 중선거구제로 되어있다. 2019년 기준으로 춘천시의회는 제10대 시의회이다. 1991년 초대 춘천시 · 춘성군의회가 개원하였으며 1995년 통합 시의회가 출범하였고 제2대 의회가 개원하였다.
| 선거구         | 지역                                 |
| -------------- | ------------------------------------ |
| 가선거구 (2명) | 강남동, 약사명동, 효자1동            |
| 나선거구 (2명) | 남면, 남산면, 동내면, 동산면, 신동면 |
| 다선거구 (3명) | 석사동, 후평3동                      |
| 라선거구 (2명) | 동면, 후평1동                        |
| 마선거구 (2명) | 교동, 조운동, 후평2동, 효자3동       |
| 바선거구 (2명) | 북산면, 사북면, 서면, 신북읍         |
| 사선거구 (2명) | 근화동, 신사우동, 소양동             |
| 아선거구 (3명) | 효자2동, 퇴계동                      |
| 비례대표 (3명) | 춘천시 전지역                        |

## 경제

### 농업
경지 면적 7,015ha 중 논 2,222ha, 밭 793ha이며, 농가 가구 5,878, 농가 인구 15,272이다. 도시인을 상대로 하는 고등채소 및 과일류 등의 근교 원예농업이 활발하며, 주요 농산물은 쌀·콩·저류다.

### 공업
춘천·의암·소양강·화천(華川) 등의 수력발전소에서 약 40만kW의 전력을 공급받는데다가 공업용수와 노동력이 풍부하여 좋은 공업입지조건을 갖추고 있지만 상수원보호구역, 군사구역 등 각종 규제때문에 개발이 제한되어있다. 1969년부터 춘천경공업단지가 조성되었으며, 73년 5월 공업장려지구로 지정되었다. 후평공단은 69년 조성된 공업단지로 전자·식품·섬유 등의 약 30개 업체가 입주해 있고, 1985년에 창촌(倉村), 1989년에 퇴계·당림 농공단지가 조성되어 식품·섬유·조립금속기계장비 등의 제조업체가 입주해 있다. 2008년에 거두리 농공단지, 2013년 수동 농공단지가 준공하였다.

### 광업
금·은·형석 등이 매장되어 있으나, 사북면에 신포형석광이 가행되고 있을 뿐이며, 연간 8천 톤 내외를 채굴하여 주로 일본에 수출한다. 수력자원으로서는 시설용량 4만 5천kW의 의암발전소와 5만 7,600kW의 춘천발전소, 20만kW의 소양강 발전소가 준공되어 대한민국 주요 전력공급지로서 산업 성장에 크게 기여하고 있다.

### 상업
중앙시장·풍물시장 등 6개 시장이 있는데 연간 거래액은 2조여 원에 달하며 그중 약사명동에 위치한 중앙시장이 역사도 오래거니와 규모나 거래액에 있어서도 제일 크며 최근 낭만시장으로 이름을 바꾸었다. 2010년 약사천 복원사업으로 인해 약사동에 위치하였던 풍물시장이 온의동 경춘선 하부 공간으로 이전하였다. 시내에 생산업체가 없기 때문에 생필품은 대부분 서울에서 반입하며 그 밖에 아케이드·백화점이 여러 곳 있어 각종 의류와 귀금속·일용 잡화가 매매되고 있다. 또 사농동에 농산물도매시장이, 퇴계동에 수산물 유통센터가 있어 신선한 농수산물이 싼 값에 신속히 공급되고 있다.

#### 백화점
- M백화점 (조양동)

#### 아울렛
- 모다아울렛 춘천점 (온의동)

#### 대형마트
- 이마트 춘천점 (온의동)
- 롯데마트 춘천점 (온의동)
- 롯데마트 석사점 (석사동)
- 홈플러스 춘천점 (퇴계동)
- ENTA2022 (석사동)

## 문화·관광

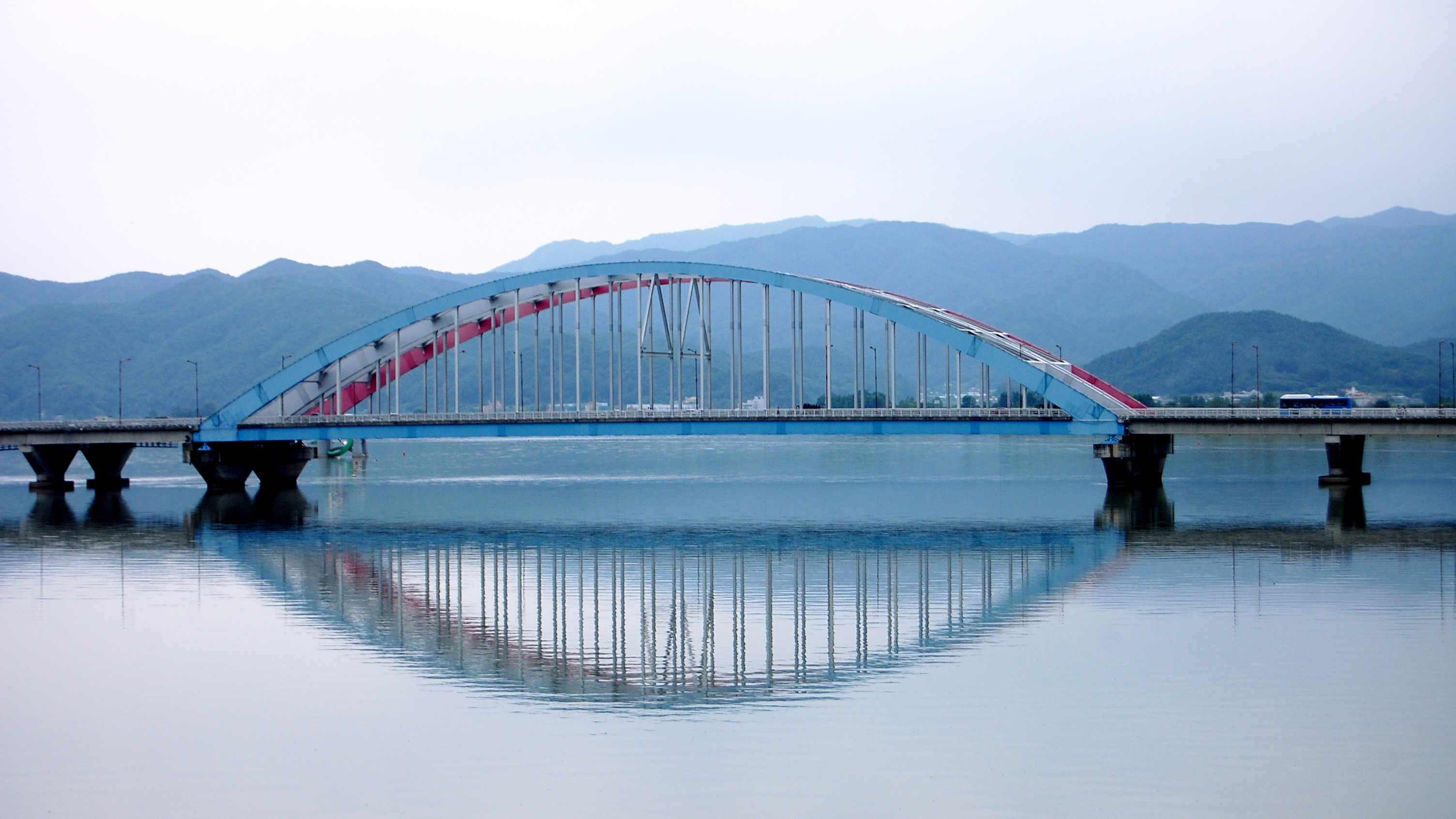
소양2교

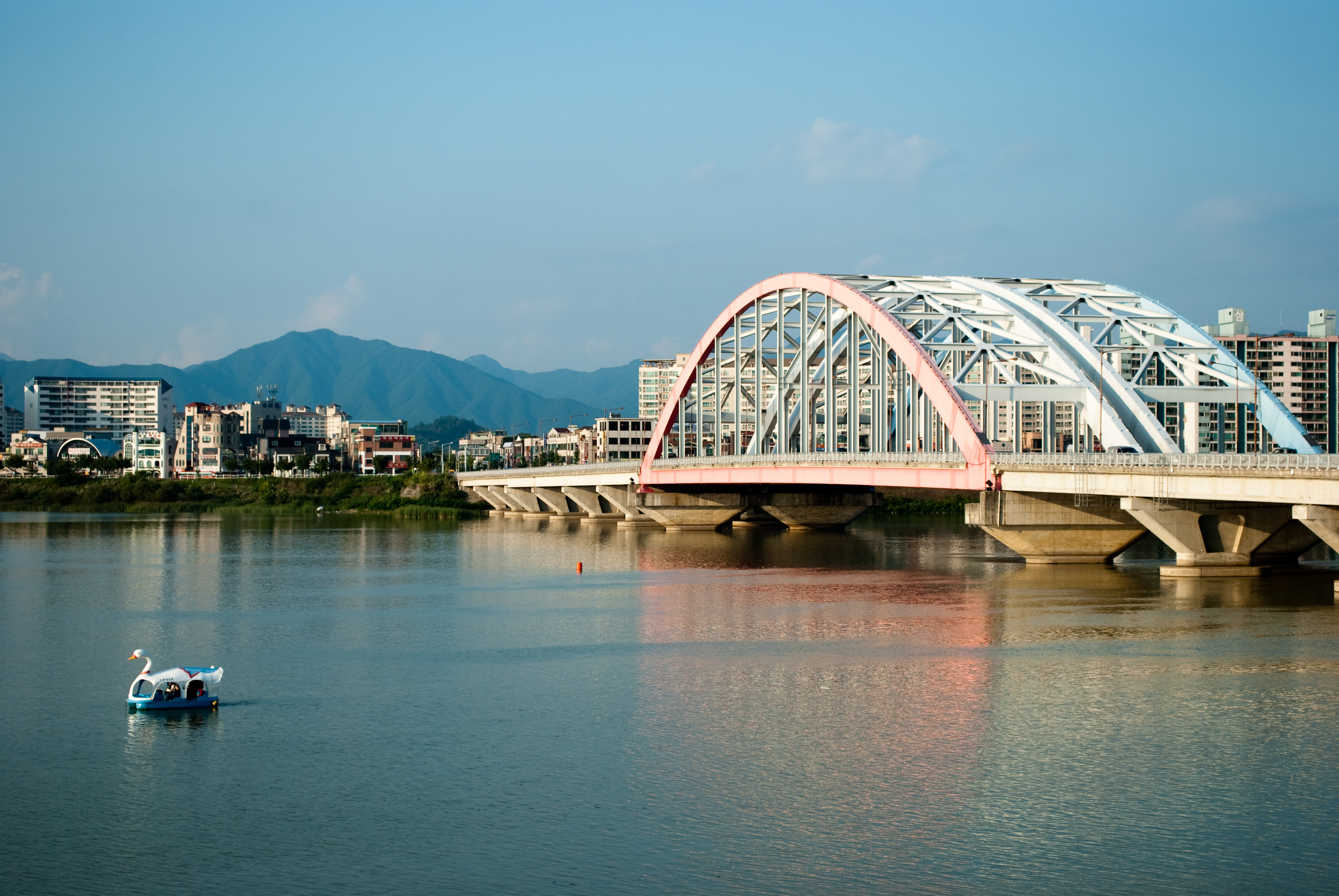
소양2교

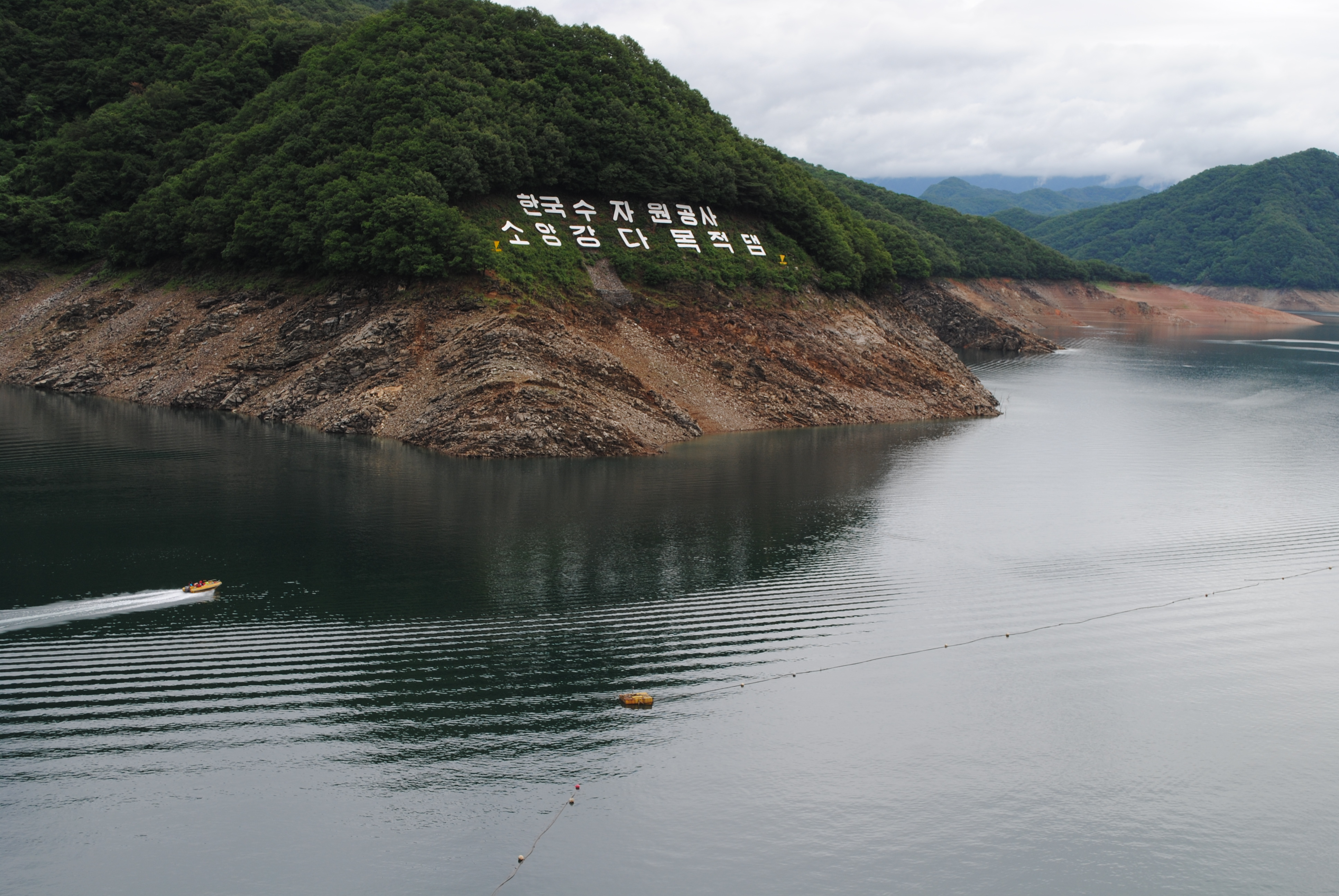
소양강댐

해마다 5월에는 소양제가 열린다. 호반의 도시라는 특성을 살리는 다양한 행사가 펼쳐지는데, 봉의산제, 민속놀이, 수상불꽃놀이, 보트 경주대회, 국악경영 등이 진행된다. 봉의산제는 고려 때 몽골군의 침입을 막으려고 봉의산성에서 싸우다 전사한 선현의 넋을 달래는 추모제이다.

### 영화관
- CGV 춘천
- 롯데시네마 춘천
- 메가박스 남춘천
- 메가박스 석사점

### 공연장
- 강원대학교 백령아트센터
- 봄내극장
- 상상마당 춘천
- 춘천문화예술회관
- 춘천인형극장
- 축제극장 몸짓
- 한림대학교 일송아트홀

### 관광지
춘천은 의암호·춘천호·소양호로 인해 호반 도시로 전국에 널리 알려져 해마다 많은 관광객이 찾아오는데, 연간 1000만여 명에 달하여 관광 수입도 많다. 소양강댐의 주운을 중심으로 내설악의 관광루트가 개발되어 관광도시로서의 면모를 확고히 하고 있다. 관광시설도 잘 갖추어져 있고 항공편을 비롯한 각종 교통이 편하다. 호수 외에 공지천 유원지·고산 소금강·추곡약수·등선폭포·구곡폭포 등의 경승지가 있다. 그 밖에 춘천호반에는 중도선사유적지를 비롯해 남이섬, 청평사 등의 관광지가 있다.
| - 강원숲체험장 - 강촌 - 강촌 레일파크 - 고슴도치섬 - 공지천 - 구곡폭포 - 김유정문학촌 - 강원도립화목원 - 레고랜드 코리아: 중도에 있음. - 제이드가든 수목원 - 집다리골 자연휴양림 - 용화산 자연휴양림 - 의암 류인석 유적지 - 청평사 - 추곡약수 - 춘천숲 자연휴양림 - 꿈자람 물놀이장 - 어린이 글램핑장 | - 남이섬 - 춘천댐 - 춘천호 - 소양강댐 - 소양호 - 의암댐 - 의암호 - 의암호 스카이워크 - 소양강 스카이워크 | - 대추나무골마을 - 문배마을 - 물레길 카누체험 - 별관측소 - 옥광산 - 원평팜스테이 - 춘천 섬배마을 - 춘천 솔바우마을 - 춘천 막국수 박물관 | - 강원경찰박물관 - 강원대학교중앙박물관 - 강원대학교 미술관 - 강원도산림박물관 - 강원드라마갤러리 - 국립춘천박물관 - 권진규 미술관 - 춘천막국수체험박물관 - 모형항공기박물관 - 애니메이션박물관 - 이상원 미술관 - 춘천미술관 - 한림대학교박물관 | - 구봉산 전망대 - 명동 - 상상마당 춘천 - 소양강처녀상 - 엘리시안 강촌 - 춘천향교 - 춘천인형극장 - 물레길 - 봄내길 - 자전거길 |

#### 조성 중인 관광지
- 애견체험박물관 : 남산면에 조성 중으로 2017년 개장 예정
- 영어 테마파크 : 서면에 조성 예정으로 2017년 개장할 예정
- 헬로키티 아일랜드 : 삼천동에 건설 중으로 2018년 개장 예정
- 숲체험 교육장 : 신북읍 삼한골에 어린이 글램핑장, 작은 천문대, 에코 어드벤처, 서바이벌장 등 다양한 체험시설을 조성할 예정으로 2018년 준공 예정
- 삼악산 로프웨이 : 삼천동에서 호수를 가로질러 삼악산과 연결되는 관광 삭도시설로 2019년 상반기 준공 예정

| - 김유정문학제 - 춘천마임축제 - 춘천아트페스티벌 - 춘천古음악축제 - 춘천인형극제 - 춘천국제연극제 - 춘천국제애니타운페스티벌 - 월드디제이페스티벌 - 춘천 닭갈비·막국수 축제 - 소양강문화제 - 의암제 | - 춘천전국인라인마라톤대회 (매년 4월) - 함기용세계제패기념춘천호반마라톤대회 (매년 4월) - 코리아오픈 춘천국제태권도대회 (격년 6월) - 전국MTB강촌챌린지대회 (매년 9월) - 조선일보춘천마라톤대회 (매년 10월) - 춘천호반마라톤축제 (매년 10월) - 국제레저대회 |

## 교통
과거, 서울과 춘천 사이를 잇는 철도 노선인 경춘선이 있어 수도권에 접근하는 교통이 비교적 편리한 편이었으며, 2010년 12월 21일, 경춘선이 복선 전철화 개량사업이 완료됨과 동시에 수도권 전철 노선으로 개편되면서, 서울로의 접근성이 이전과 비교할 수 없을 정도로 개선되었다. 2012년 2월 25일에는 ITX-청춘이 경춘선에서 운행을 시작하였다. 춘천에서 출발하여 대구광역시를 거쳐 부산광역시까지 이어지는 중앙고속도로가 2001년 개통되고, 2009년, 서울특별시에서 출발하여 춘천을 거쳐 양양군으로 이어지는 서울양양고속도로가 개통되는 등, 타 지역과의 도로 연결망도 잘 갖추어진 편이다. 2016년 7월 8일 서울∼춘천~속초간 동서고속화철도 건설사업이 최종 확정되어 기존 경춘선 복선전철이 연장되어 속초까지 이어질 예정이다.

### 철도
| ● 수도권 전철 경춘선 | (가평군) ← 굴봉산역 - 백양리역 - 강촌역 - 김유정역 - 남춘천역 - 춘천역 |
| 경춘선 (ITX-청춘)    | (가평군) ← 강촌역 - 남춘천역 - 춘천역 (단, 강촌역은 선택정차)          |

### 고속도로
| 55 중앙고속도로     | 춘천 나들목 ↔ 춘천 분기점 ↔ 홍천 나들목                                                             |
| 60 서울양양고속도로 | 설악 나들목 ↔ 강촌 나들목 ↔ 남춘천 나들목 ↔ 동산 요금소 ↔ 조양 나들목 ↔ 춘천 분기점 ↔ 동홍천 나들목 |

### 일반도로
| 5  | 공지로, 금강로, 소양로, 영서로 | 46  | 경춘로, 순환대로, 춘양로               | 56  | 사내천로, 가락재로 |
| 70 | 서상로, 김유정로               | 403 | 충효로, 소주고개로, 강촌로, 지내고탄로 | 407 | 춘화로             |

### 고속·시외버스
| 춘천고속버스터미널 | 고속 버스 운행 (온의동) | 춘천시외버스터미널 | 시외 버스 운행 (온의동) |

### 마을버스
- 춘천시 북산면 조교리와 홍천군 두촌면 자은리를 잇는 조교마을버스가 2013년 4월 29일 개통하였다. 4륜구동인 쌍용 코란도 투리스모 1대로 운영한다.

## 스포츠
- 강원 FC : 1부리그인 K리그1 소속으로 강릉종합운동장, 원주종합운동장, 속초종합운동장과 함께 춘천종합운동장을 경기장으로 사용한다.

강원 FC는 2016년 12월 성남 FC와의 승강 플레이오프에서 승리하여 2017년 K리그 클래식으로의 승격에 성공한다. 2017년부터는 평창 알펜시아 스키점프장을 홈 경기장으로 사용한다. 이후 스플릿 라운드부터 다시 송암레포츠타운을 홈구장으로 사용중이다.
- 한화 이글스 : 1986년에 창단해 2015년부터 춘천 의암야구장을 제3경기장으로 사용한다.
- 하이원 아이스하키단 : 프로 아이스하키팀으로 아시아리그에 참가하며 춘천 의암실내빙상장을 홈구장으로 사용한다.
- 춘천 FC : 4부리그 격인 K3 리그에 속한 축구단으로 홈 구장은 춘천송암레포츠타운 내에 위치한 송암주경기장이다.

#### 체육 시설
- 강원대학교 백령스포츠센터
- 춘천봄내체육관
- 춘천호반체육관
- 한림대학교 한림스포츠센터
- 춘천송암레포츠타운

## 교육 기관
|  |  |

| 종합대학   | 국공립대학교                    | 강원대학교 | 춘천교육대학교 | 한국방송통신대학교 강원지역대학 |
| 종합대학   | 사립대학교                      | 한림대학교 |                |                                 |
| 전문대학   | 사립전문대학                    | 송곡대학교 | 한림성심대학교 |                                 |
| 폴리텍대학 | 한국폴리텍3대학                 |            |                |                                 |
| 사이버대학 | 서울사이버대학교 강원 제1캠퍼스 |            |                |                                 |

| 일반계   | 강원고등학교         | 강원대학교 사범대학 부설고등학교   | 봉의고등학교                           | 성수고등학교     |
| 일반계   | 성수여자고등학교     | 유봉여자고등학교                   | 춘천고등학교                           | 춘천여자고등학교 |
| 대안     | 전인고등학교         |                                    |                                        |                  |
| 특성화   | 강원생명과학고등학교 | 강원애니고등학교                   | 춘천기계공업고등학교                   | 춘천한샘고등학교 |
| 특수목적 | 강원체육고등학교     | 춘천고등학교 부설 방송통신고등학교 | 춘천여자고등학교 부설 방송통신고등학교 |                  |

### 중학교
| - 가정중학교 - 강서중학교 - 강원중학교 - 강원체육중학교 - 광판중학교 | - 남춘천여자중학교 - 남춘천중학교 - 대룡중학교 - 동산중학교 - 봄내중학교 | - 봉의중학교 - 소양중학교 - 신포중학교 - 우석중학교 - 유봉여자중학교 | - 창촌중학교 - 춘성중학교 - 춘천중학교 - 후평중학교 |

### 초등학교
| - 가산초등학교 - 광판초등학교 - 교동초등학교 - 근화초등학교 - 금병초등학교 | - 금산초등학교 - 남부초등학교 - 남산초등학교 - 서천분교 - 남춘천초등학교 | - 당림초등학교 - 동내초등학교 - 동부초등학교 - 동춘천초등학교 - 만천초등학교 | - 봄내초등학교 - 봉의초등학교 - 부안초등학교 - 상천초등학교 - 서상초등학교 | - 석사초등학교 - 성림초등학교 - 성원초등학교 - 소양초등학교 - 송화초등학교 | - 신남초등학교 - 신동초등학교 - 오동초등학교 - 우석초등학교 - 조양초등학교 | - 중앙초등학교 - 지촌초등학교 - 지암분교 - 천전초등학교 - 추곡초등학교 | - 춘천교육대학교 부설초등학교 - 춘천삼육초등학교 - 춘천초등학교 - 호반초등학교 - 효제초등학교 | - 후평초등학교 |

### 특수학교
| - 강원명진학교 | - 춘천계성학교 | - 춘천동원학교 |

## 방송 및 언론
- KBS춘천방송총국
- 춘천문화방송
- G1방송 (강원민방)
- 강원일보
- 강원도민일보
- LG헬로비전 강원방송
- CBS 강원방송
- 춘천불교방송

## 국방
대한민국 육군 2군단 본부 및 그 예하 부대가 위치한다.

## 자매 도시
| 도시 이름             | 국가       | 체결 연도        |
| --------------------- | ---------- | ---------------- |
| 야마구치현 호후시     | 일본       | 1991년 10월 29일 |
| 기후현 가카미가하라시 | 일본       | 2003년 10월 31일 |
| 서울특별시 동대문구   | 대한민국   | 2003년 11월 28일 |
| 경기도 안산시         | 대한민국   | 2011년 10월 27일 |
| 서울특별시 강남구     | 대한민국   | 2019년 12월 10일 |
| 아디스아바바 시       | 에티오피아 | 2004년 5월 2일   |
| 일리노이주 시카고     | 미국       | 2014년 3월 20일  |
| 럼동성 달랏시         | 베트남     | 2016년 10월 18일 |

| 도시 이름        | 국가           | 체결 연도        |
| ---------------- | -------------- | ---------------- |
| 저장성 항저우시  | 중화인민공화국 | 1994년 9월 1일   |
| 랴오닝성 선양시  | 중화인민공화국 | 1998년 11월 14일 |
| 랴오닝성 다롄시  | 중화인민공화국 | 2001년 3월 28일  |
| 장쑤성 창저우 시 | 중화인민공화국 | 2009년 10월 29일 |
| 허난성 난양 시   | 중화인민공화국 | 2012년 9월 15일  |

## 같이 보기
- 대한민국의 설치순 도시 목록